# Nashville Zoo
Koordinaten: 36° 5′ 21″ N, 86° 44′ 37″ W
Der Nashville Zoo ist der Zoo der Stadt Nashville, der Hauptstadt des US-Bundesstaats Tennessee. Er durchlief eine wechselhafte Entwicklung mit verschiedenen Standorten und Namen. Der Zoo wurde 1991 eröffnet und zog 1997 an seinen derzeitigen Standort. Das Gelände wurde aus dem Privatbesitz einer wohlhabenden Familie unter der Bedingung, dass es als „Naturforschungsgebiet“ genutzt werden muss, an die Stadt gespendet. Die Stadt hat einen 40-jährigen Vertrag mit dem Nashville Zoo abgeschlossen, in dem das Land im Besitz der Stadt ist, der Zoo jedoch von einer privaten gemeinnützigen Organisation betrieben wird (non-profit organization). Die Gesamtfläche beträgt 76 Hektar und wird nach und nach mit Anlagen erweitert, wodurch sich auch die Anzahl der gezeigten Arten und Tiere jahrweise ändert. 2019 besuchten ca. 1,27 Millionen Besucher den Zoo. Der Nashville Zoo ist Mitglied der Association of Zoos and Aquariums (AZA).

## Tierbestand
Im Zoo Nashville sind Säugetiere, Vögel, Reptilien und Amphibien zu besichtigen. Der Zoo setzt sich im Besonderen für den Erhalt gefährdeter oder bedrohter Arten ein, fördert diverse Naturschutzprogramme und züchtet selbst bedrohte Arten. Nachfolgend sind einige ausgewählte Arten aus dem Tierbestand gezeigt.

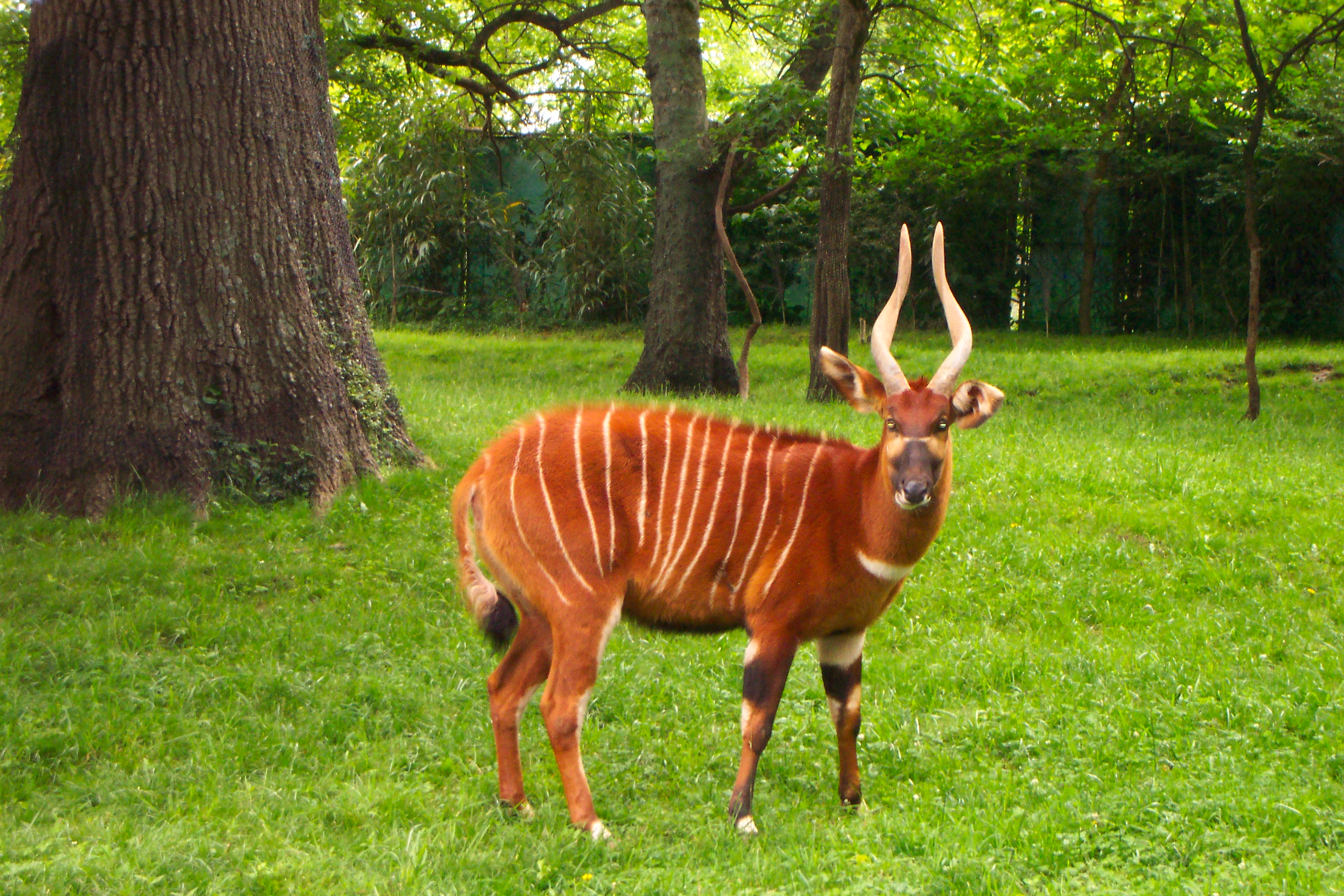
Bongo
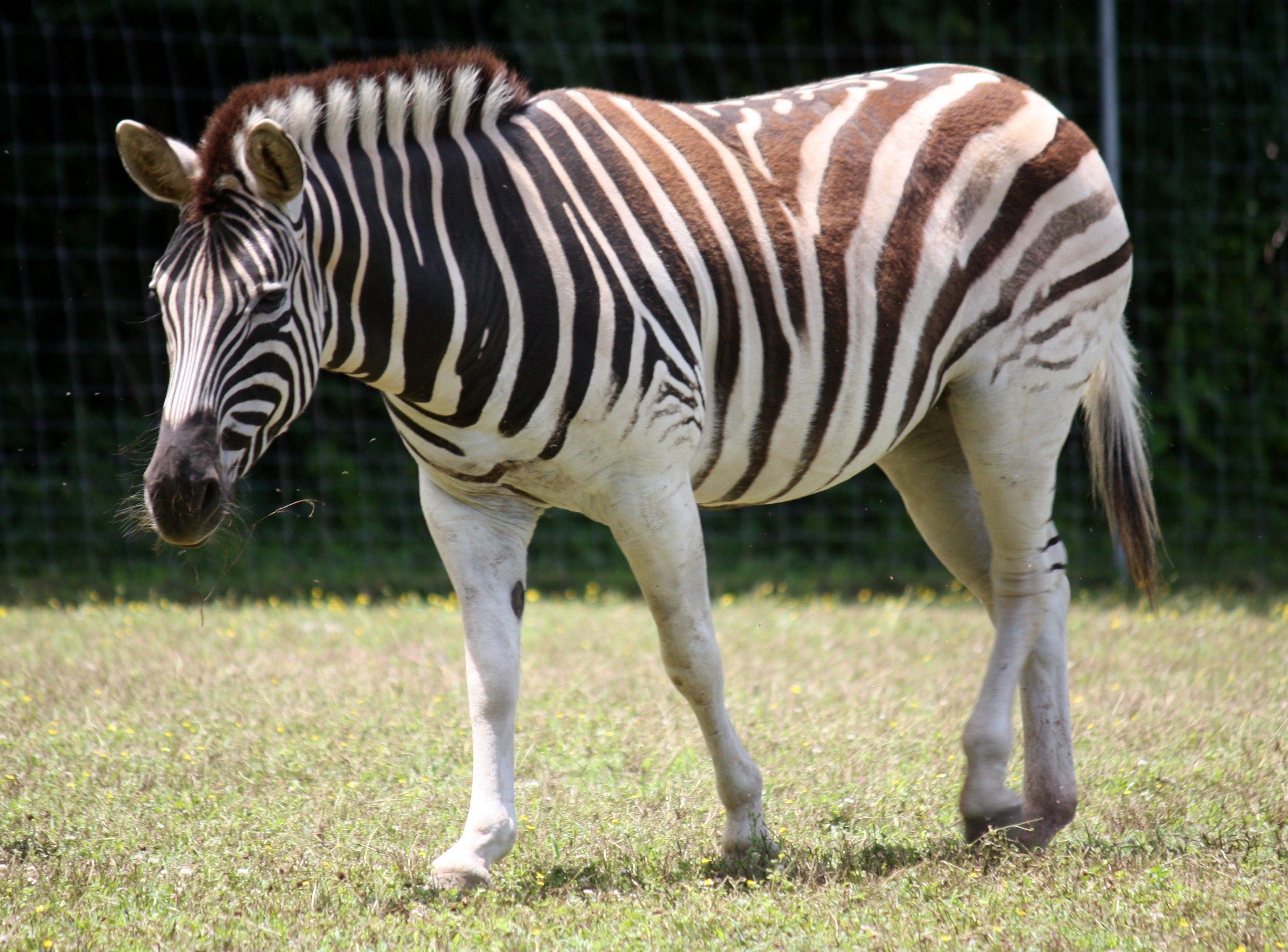
Damara-Zebra
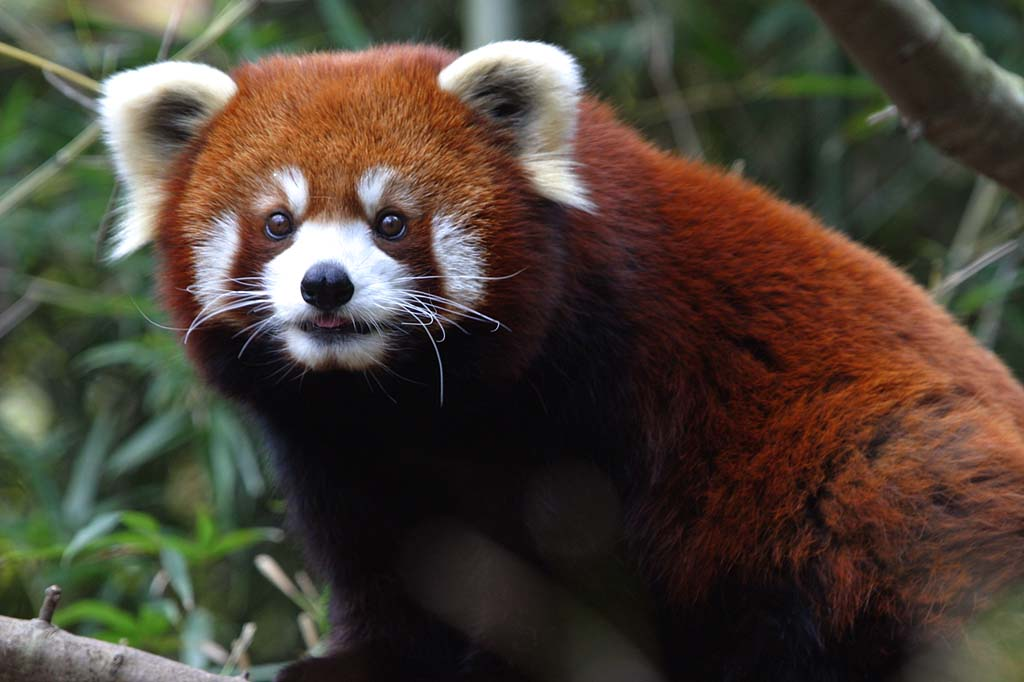
Kleiner Panda
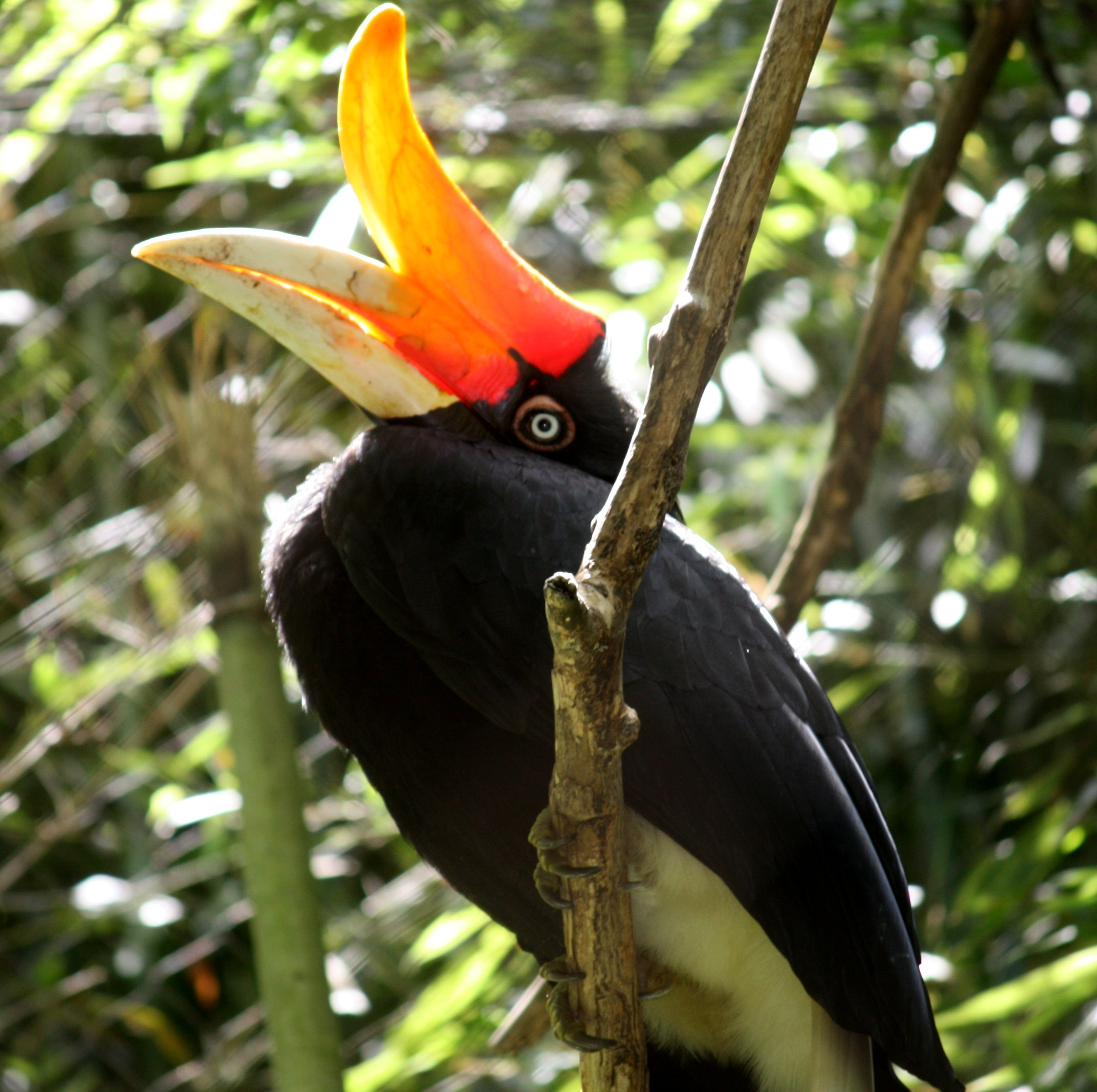
Rhinozerosvogel

## Nebelparderschutzprogramm
Der Nashville Zoo zählt zu den Teilnehmern der als Clouded Leopard Consortium und Clouded Leopard Species Survival Plan bezeichneten Schutzprogramme zur Erhaltung des Nebelparders (Neofelis nebulosa). Dieser gehört zu den seltensten Katzenarten weltweit und seine Lebensweise bedarf weiterer Erforschung. Aufgrund des begrenzten Wissens über sein Verhalten hat sich die Zucht der Art in Gefangenschaft als schwierig erwiesen. Nebelparder reagieren sehr empfindlich auf äußere Einflüsse während der Zuchtprogramme in Gefangenschaft. Der Nashville Zoo arbeitet mit Spezialisten zusammen und entwickelt ein Programm für die künstliche Befruchtung, um die genetische Vielfalt der in Gefangenschaft gezüchteten Populationen zu sichern. Die erste erfolgreiche künstliche Befruchtung mit Nebelpardern erfolgte 1992 im Nashville Zoo. Im Jahr 2016 wurde ein Verfahren mit gefrorenem und später aufgetautem Sperma durchgeführt, als dessen Ergebnis 2017 ein Jungtier geboren wurde.
Im Nashville Zoo wurden zwischen 2009 und 2021 mehr als 38 Jungtiere geboren. Alle diese Jungtiere wurden von Hand aufgezogen. Diese Technik verhindert, dass beunruhigte Elterntiere die Jungen töten oder sie vernachlässigen. Durch das Aufziehen von Hand kann der Zoo die Tiere bereits in jungen Jahren paaren und sie verhalten sich den Pflegern gegenüber wenig scheu.

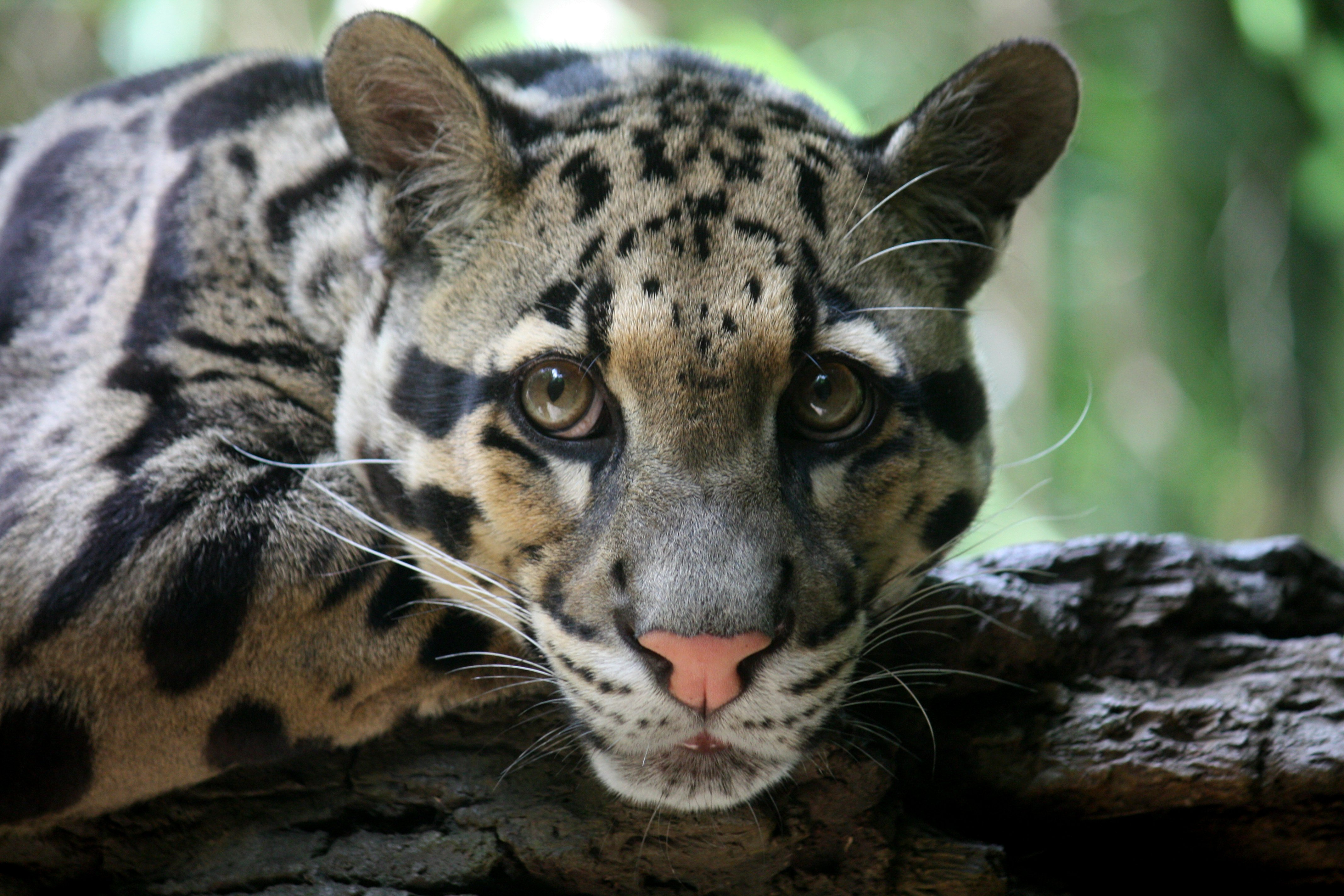
Kopf eines Nebelparders
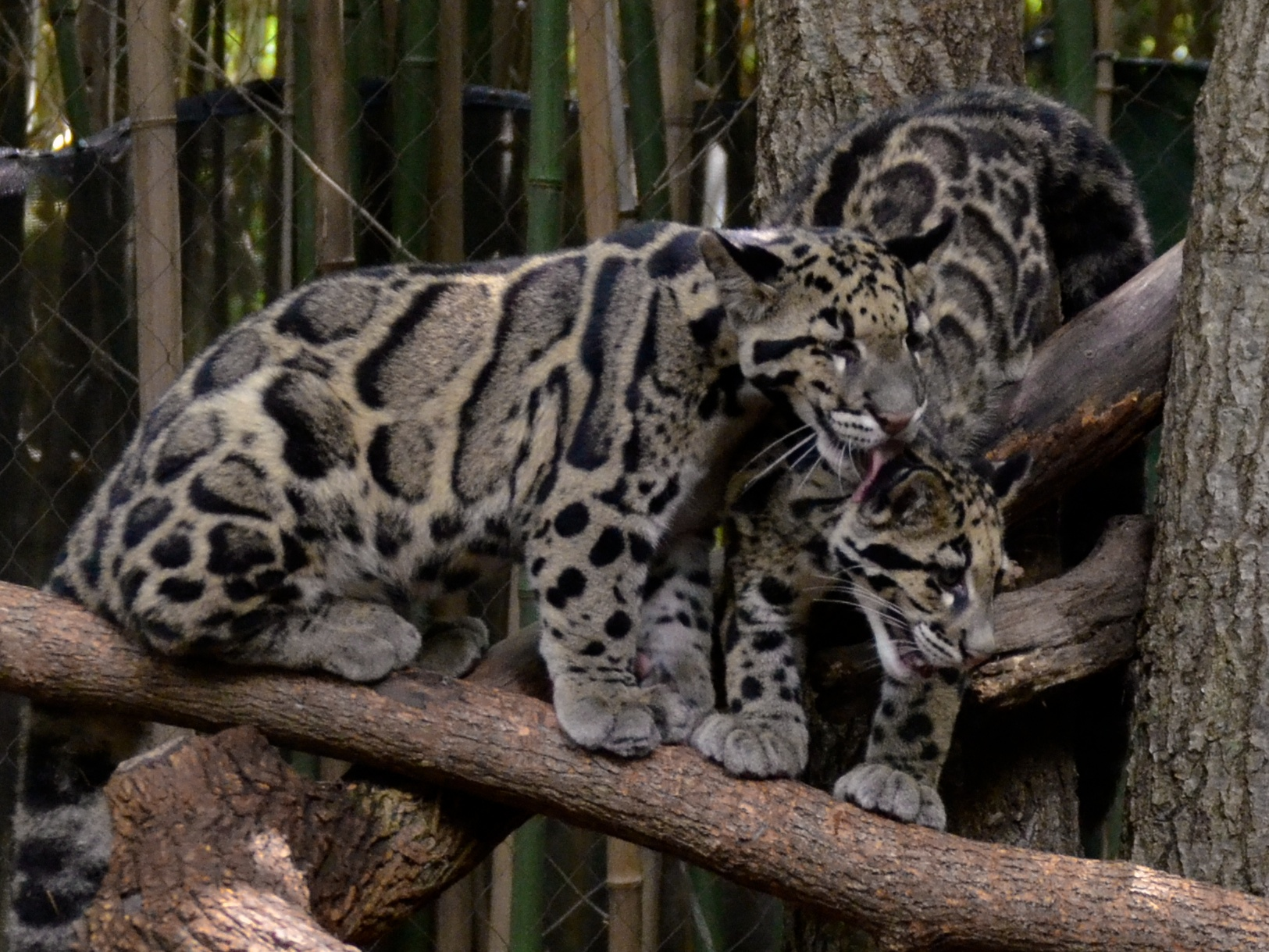
Kosende Nebelparder
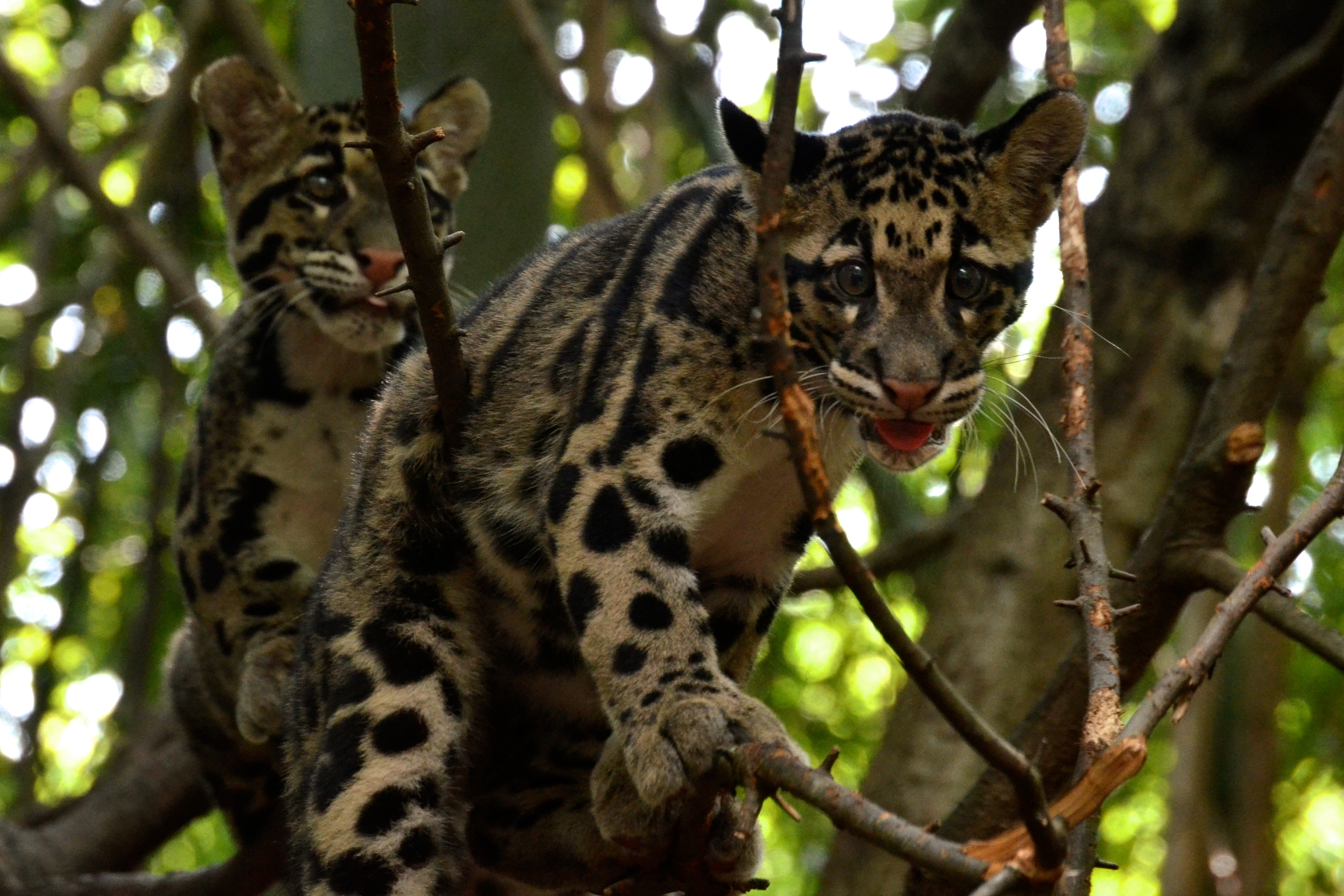
Jungtiere im Geäst
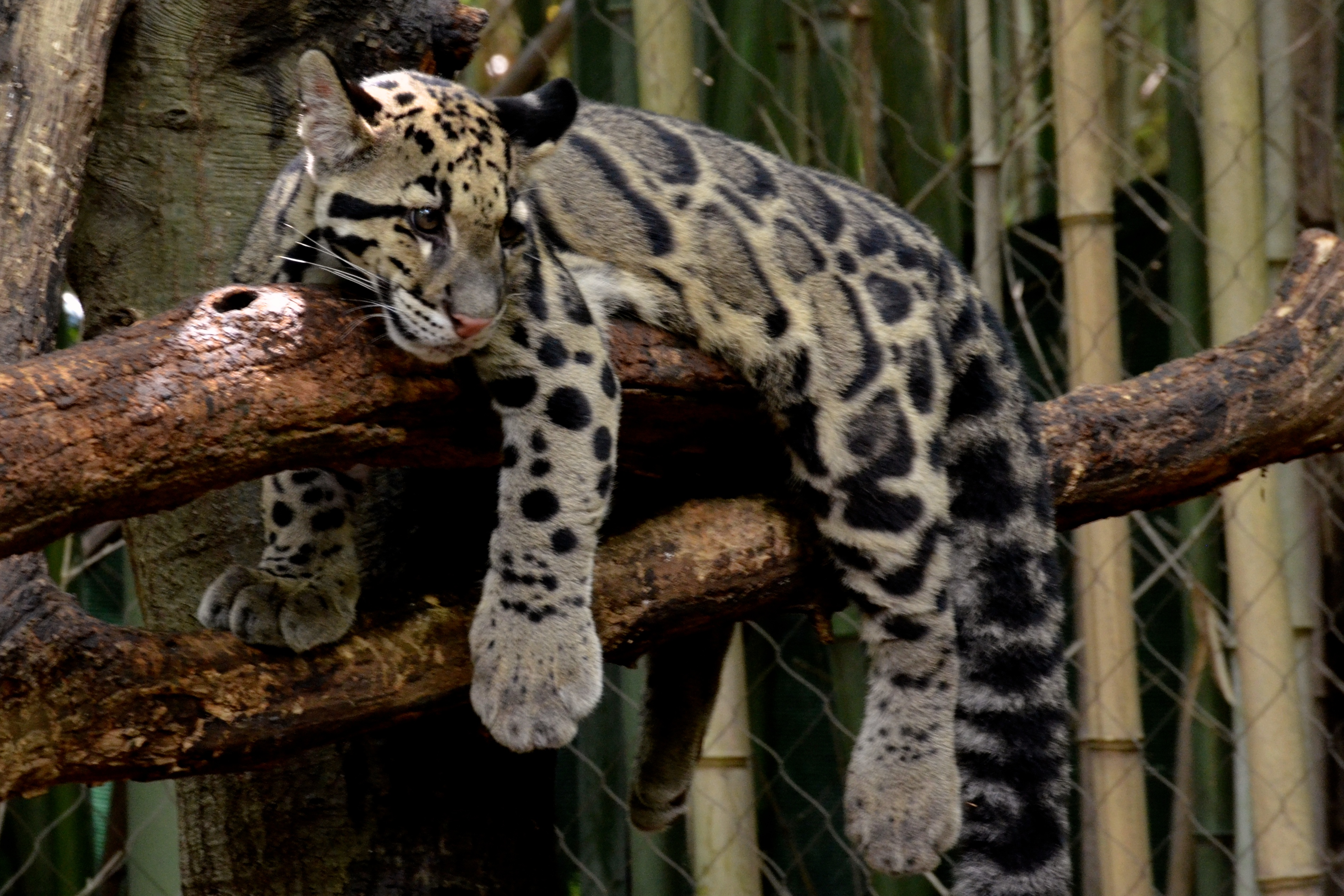
Nebelparder in Ruhe
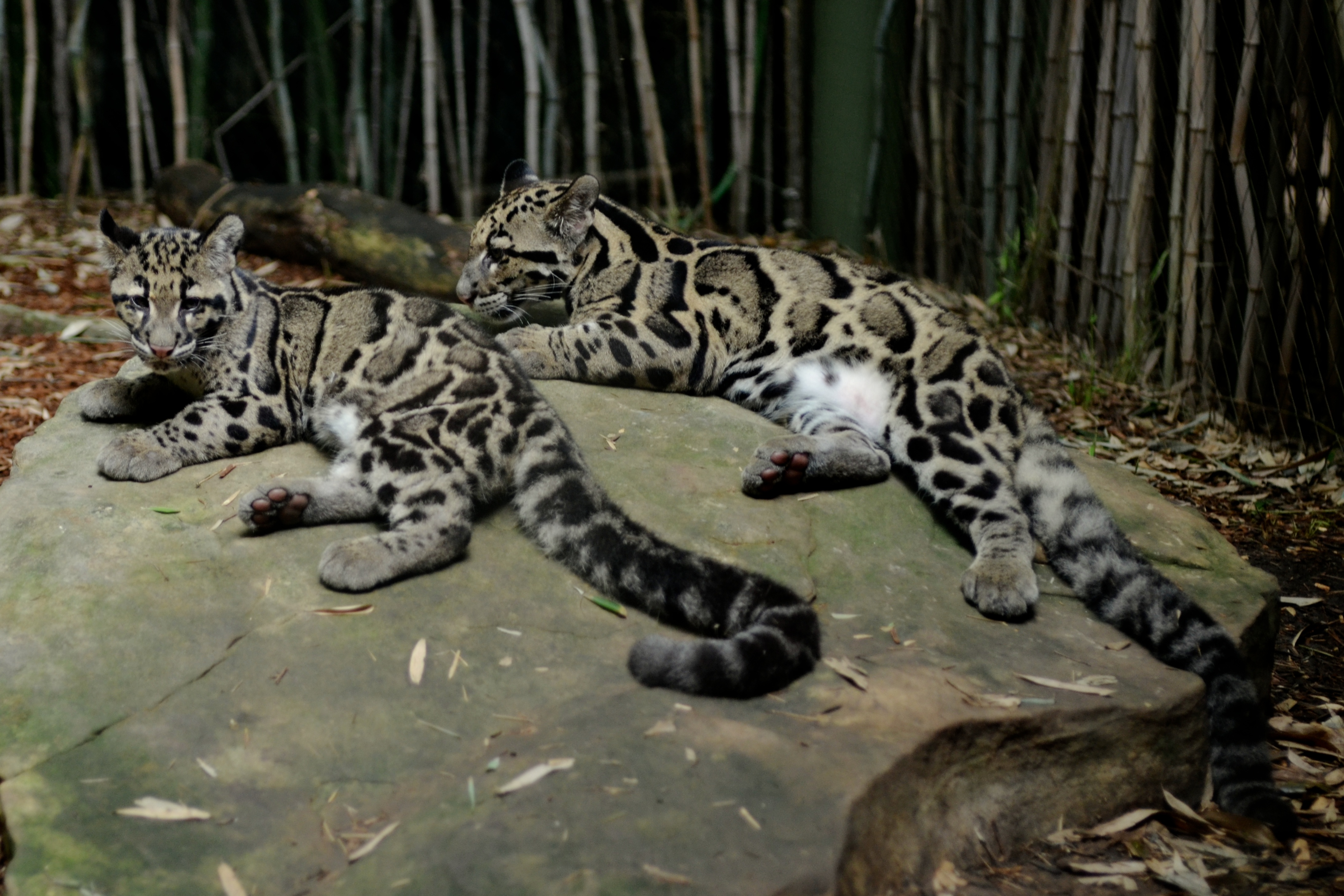
Zwei Jungtiere
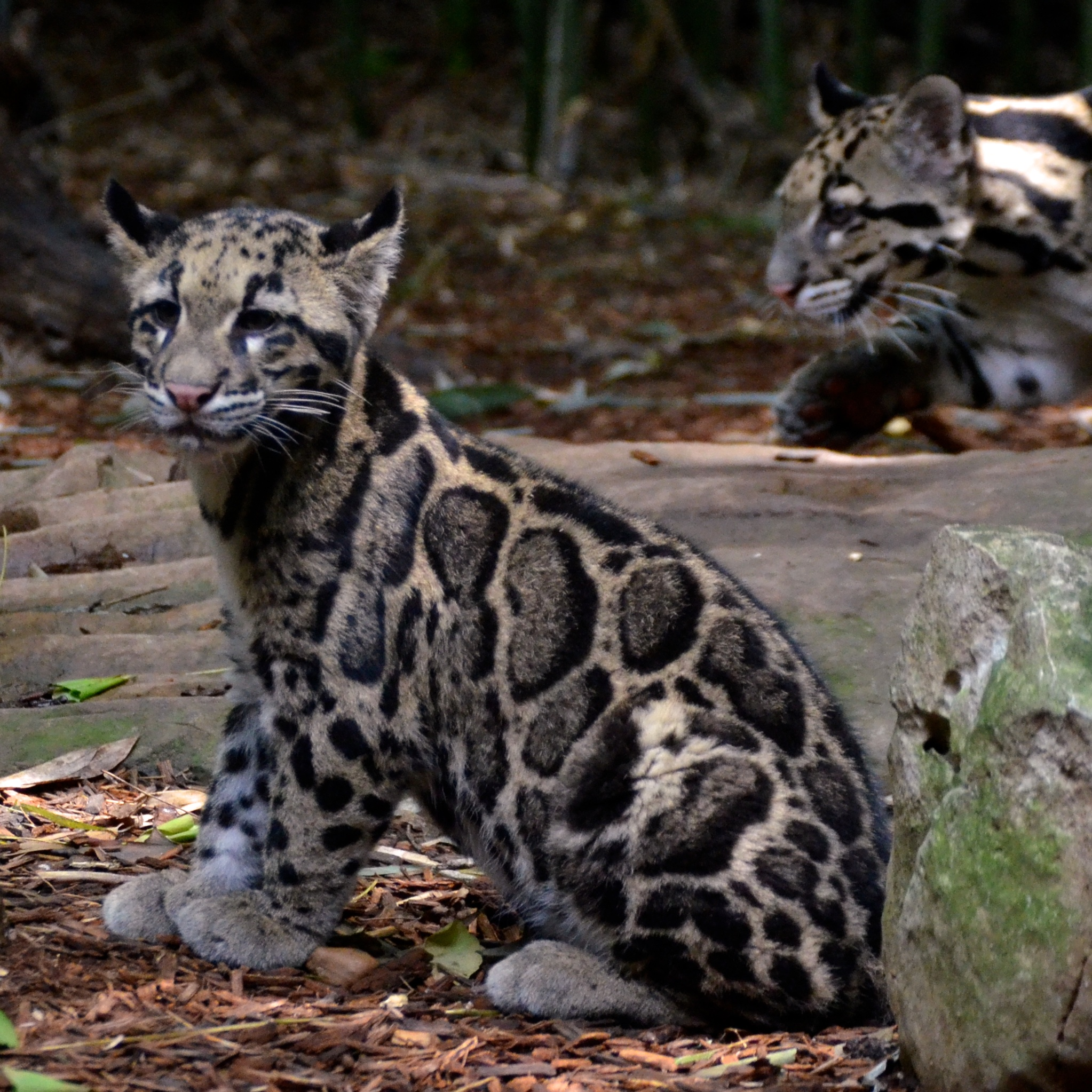
Nebelparder 2012